# Coupe du monde de natation FINA 2016
Navigation
Édition 2015 Édition 2017
L'édition 2016 de la Coupe du monde de natation FINA, la 26e, se dispute durant les mois d'août, septembre et octobre.
Les étapes programmées sur les continents asiatique et européen sont au nombre de 9. Les épreuves sont organisées en petit bassin.
À chaque étape, 36 épreuves individuelles sont organisées (17 pour les hommes et 17 pour les femmes et 2 mixtes). Chaque vainqueur remporte 12 points, chaque second 9 points et chaque troisième 6 points. Les 3 nageurs qui réalisent les meilleures performances d'une étape reçoivent 24, 18 et 12 points supplémentaires. Enfin, les nageurs qui battent ou égalent un record mondial reçoivent des points bonus.

## Étapes
| Dates                       | Lieu      |
| --------------------------- | --------- |
| 26 au 27 août               | Chartres  |
| 30 au 31 août               | Berlin    |
| 3 au 4 septembre            | Moscou    |
| 30 septembre au 1er octobre | Pékin     |
| 4 au 5 octobre              | Dubaï     |
| 8 au 9 octobre              | Doha      |
| 21 au 22 octobre            | Singapour |
| 25 au 26 octobre            | Tokyo     |
| 29 au 30 octobre            | Hong Kong |

## Classements

### Hommes
| Rang | Nageur           | Points | Points | Points | Points | Points | Points | Points | Points | Points | Total |
| ---- | ---------------- | ------ | ------ | ------ | ------ | ------ | ------ | ------ | ------ | ------ | ----- |
| Rang | Nageur           | FRA    | GER    | RUS    | CHN    | UAE    | QAT    | SIN    | JPN    | HKG    | Total |
| 1er  | Vladimir Morozov | 86     | 86     | 54     | 81     | 81     | 48     | 78     | 69     | 57     | 640   |
| 2e   | Chad le Clos     | 60     | 63     | 69     | 54     | 63     | 78     | 42     | 33     | 54     | 516   |
| 3e   | Daiya Seto       |        |        |        | 36     | 60     | 75     | 51     | 60     | 48     | 330   |
| 4e   | Philip Heintz    | 54     | 48     | 36     | 30     | 33     | 33     | 18     | 15     | 6      | 273   |
| 5e   | Pavel Sankovich  | 21     | 18     | 27     | 27     | 33     | 33     | 27     | 15     | 30     | 231   |
| 6e   | Bobby Hurley     | 27     | 33     | 39     | 30     | 45     | 39     |        |        |        | 213   |
| 7e   | Marco Koch       | 0      | 39     | 30     | 12     | 12     | 24     | 36     | 30     | 21     | 204   |
| 8e   | Mitch Larkin     | 27     | 18     | 33     |        |        |        | 30     | 21     | 27     | 156   |
| 8e   | Felipe Lima      | 6      | 6      | 15     | 21     | 21     | 21     | 21     | 21     | 24     | 156   |
| 10e  | James Guy        | 18     | 24     | 24     |        | 15     | 18     | 9      |        | 15     | 123   |

### Femmes
| Rang | Nageuse           | Points | Points | Points | Points | Points | Points | Points | Points | Points | Total |
| ---- | ----------------- | ------ | ------ | ------ | ------ | ------ | ------ | ------ | ------ | ------ | ----- |
| Rang | Nageuse           | FRA    | GER    | RUS    | CHN    | UAE    | QAT    | SIN    | JPN    | HKG    | Total |
| 1re  | Katinka Hosszú    | 129    | 129    | 120    | 177    | 144    | 144    | 138    | 138    | 138    | 1197  |
| 2e   | Alia Atkinson     | 76     | 45     |        | 54     | 60     | 54     | 54     | 74     | 63     | 480   |
| 3e   | Jeanette Ottesen  | 45     | 48     | 48     | 60     | 48     | 60     | 45     | 45     | 42     | 441   |
| 4e   | Yuliya Efimova    | 24     | 30     | 66     | 24     | 30     | 36     | 51     | 45     | 54     | 360   |
| 5e   | Daryna Zevina     | 45     | 24     | 51     | 21     | 48     | 30     | 21     | 12     | 18     | 270   |
| 6e   | Zsuzsanna Jakabos | 18     | 24     | 36     | 18     | 39     | 39     | 33     | 12     | 30     | 249   |
| 7e   | Emily Seebohm     | 33     | 30     | 42     |        |        |        | 51     | 33     | 48     | 237   |
| 8e   | Katie Meili       | 21     | 45     | 45     | 24     | 24     | 27     |        |        |        | 186   |
| 9e   | Madeline Groves   | 27     | 45     |        | 6      | 21     | 39     |        | 9      | 9      | 156   |
| 10e  | Rie Kaneto        | 12     | 12     | 15     | 36     | 30     | 30     |        | 12     |        | 147   |